# Cop Car Chase
Cop Car Chase [kɒp kɑː tʃeɪs] war eine Stahlachterbahn des Herstellers Intamin im Movie Park Germany (Bottrop-Kirchhellen), die als Duelling Roller Coaster ausgeführt war.
Sie wurde 1996 als Lethal Weapon Pursuit eröffnet. Nach der Übernahme der Warner Bros. Movie World Germany im Jahre 2004 durch Star Parks fuhr sie seit 2005 unter dem Namen Cop Car Chase.
Cop Car Chase bestand aus zwei separaten Achterbahnen, die einen ähnlichen Streckenverlauf hatten. Die Stationen, die Lifthills und Teile der Strecke lagen parallel zueinander. Idealerweise starteten die Züge beider Bahnen gleichzeitig, dadurch fand ein „Wettrennen“ der Züge statt. Cop Car Chase war der einzige Duelling Coaster in Deutschland.
Ein großer Teil der Strecken, unter anderem die Loopings, waren eingehaust. Die Halle, durch die die Bahnen fuhren, war als große Lagerhalle gestaltet. Zwischen der Saison 1996 und 1997 erhielt die Halle einen Rost-Anstrich. Die Bahn war mit verschiedenen optischen und akustischen Spezial-Effekten ausgestattet. Besonders spektakulär war ein brennendes Auto, das über die Strecke zu fliegen schien. Es wurde dazu entlang einer über den Bahnen angebrachten Schiene gezogen. Dieser Effekt war jedoch nur in den ersten Jahren in Betrieb.
Während der Zeit der Warner Bros. Movie World war die Bahn nach den gleichnamigen Kinofilmen Lethal Weapon thematisiert. Nach Wegfall der Warner-Bros.-Lizenzen wurde auch ein kleiner Teil der Thematisierung entfernt.
Cop Car Chase besaß acht Züge (vier pro Bahn) mit jeweils zwei Wagen. In jedem Wagen konnten vier Personen (zwei Reihen à zwei Personen) Platz nehmen. Die Züge waren als schwarz-weiße amerikanische Polizeiwagen gestaltet. Durch ein Blocksystem konnten jeweils zwei Züge auf der Strecke sein, während die anderen beiden in der Station be- und entladen wurden. Die Station hatte dazu getrennt hintereinander je einen Ein- und Ausstiegsbereich. Das Blocksystem wurde nicht durch Bremsen auf der Strecke, sondern durch die je zwei Kettenlifte realisiert.
Als Bremsen kamen Wirbelstrombremsen zum Einsatz, die anders als bei anderen ähnlichen Achterbahnen des Herstellers Intamin nicht horizontal, sondern vertikal montiert waren. Die Bremsschwerter waren seitlich unterhalb des Wagens angebracht. Zum Transport aus den Bremsen und in der Station wurden Reibräder eingesetzt.
Die Bahnen wurden im August 2006 außer Betrieb genommen, weil die Instandhaltungskosten zur Erfüllung der deutschen TÜV-Auflagen nicht mehr wirtschaftlich waren. Der Abriss der Bahn begann am 16. Oktober 2006. Das ehemalige Gelände belegt der 2007 gebaute Themenbereich Santa Monica Pier.